# Shenyang J-6
Shenyang J-6 (čínsky: 歼-6; označení pro export F-6; v kódu NATO: Farmer) vznikl jako čínská licenční výroba sovětského jednomístného stíhacího letounu 2. generace MiG-19. Letoun vyráběla společnost Shenyang Aircraft Corporation (SAC) v letech 1958 až do roku 1986. Nedostatečná kontrola kvality při výrobě draků a motoru vedla k odmítnutí první série čínským letectvem.  Ke snížené kvalitě výroby také mohlo přispět stažení sovětských odborníků. Do služby začal být zařazován až roku 1963. Čína později vyvinula dvoumístnou cvičnou variantu letounu, která nesla označení JJ-6.
Na základě letounu J-6 vyvinula Čína bitevní letoun Nanchang Q-5 v kódu NATO Fantan pro útoky na pozemní cíle a přímou leteckou podporu.

## J-6 jako bezpilotní letoun
Roku 2013 se objevily zprávy, které naznačovaly, že PLAAF nechalo upravit staré stíhací letouny J-6 na bezpilotní letouny. Z hlediska letecké techniky se nejedná o nic nového. Zkušenosti s přestavbou na bezpilotní letouny má například americké letectvo, které takto upravené letouny používalo a používá jako létající terče. Spekuluje se, že letouny mají posloužit jako návnada, která by posloužila k detekci a následnému potlačení protivzdušné obrany. Případně mají posloužit k jejímu zahlcení.

## Varianty
- J-6 (Type 59, Dongfeng-102, Product 47, F-6) – byl ekvivalentem MiG-19S
- J-6A – varianta pro operace za každého počasí[12]
- J-6B (Type 59B) – ekvivalent MiG-19PM Farmer-D, výškový záchytný stíhač[3], letoun pro vybojování vzdušné převahy, denní stíhací letoun.[13]
- J-6C (F-6C) – denní stíhací letoun s trojicí 30mm kanónů Type 30-1
- J-6I – prototyp jednomístné verze s pevným kuželem ve vstupu[14]
- J-6II – prototyp jednomístné verze s pohyblivým kuželem ve vstupu vzduchu[14]
- J-6III – pokročilá verze s čínským radarem v dělicí přepážce vstupu vzduchu[14]
- Shenyang/Tianjin JJ-6 (Product 48 a FT-6) – Dvoumístný cvičný letoun čínské konstrukce, prodloužený o 84 cm (33,1 palce) pro umístění druhého sedadla, vyzbrojený jedním 30mm kanónem. Do roku 1986 bylo vyrobeno 634 ks této dvoumístné verze.[12]
- JZ-6 (FR-6) – průzkumný stíhací letoun, určen pro taktický průzkum [12]
- Shenyang/Tianjin Testbed JJ-6 – letová zkušebna pro zkoušky katapultovacího sedadla
- Xian BW-1  – letová zkušebna
- Guizhou J-6A – letoun se schopností nést střely vzduch-vzduch PL-2, modernizace J-6A
- J-6W – bezpilotní varianta

## Specifikace (J-6)
Technické údaje 
- Posádka: 1 pilot
- Rozpětí: 9,2 m (30,18 ft)

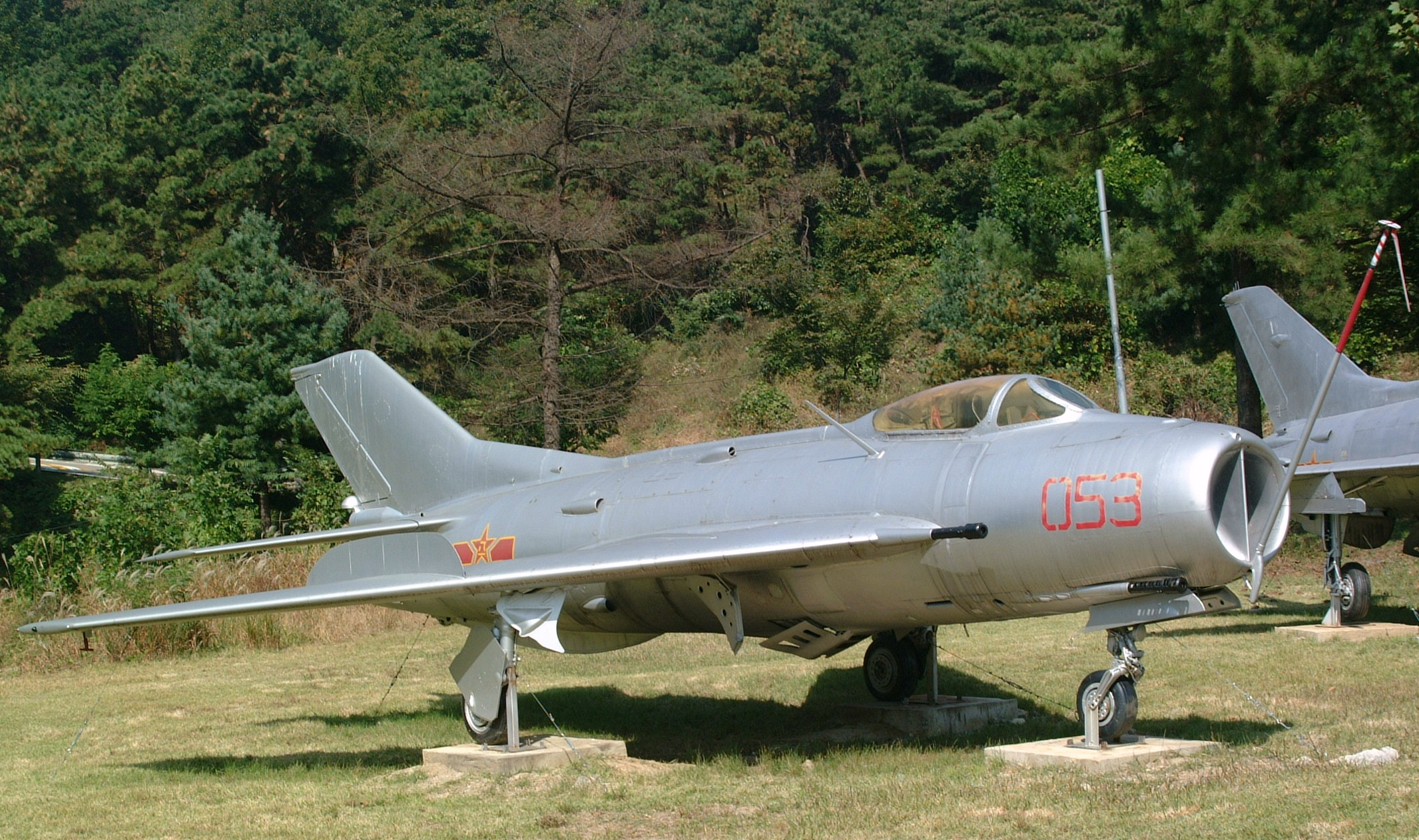
Shenyang J-6

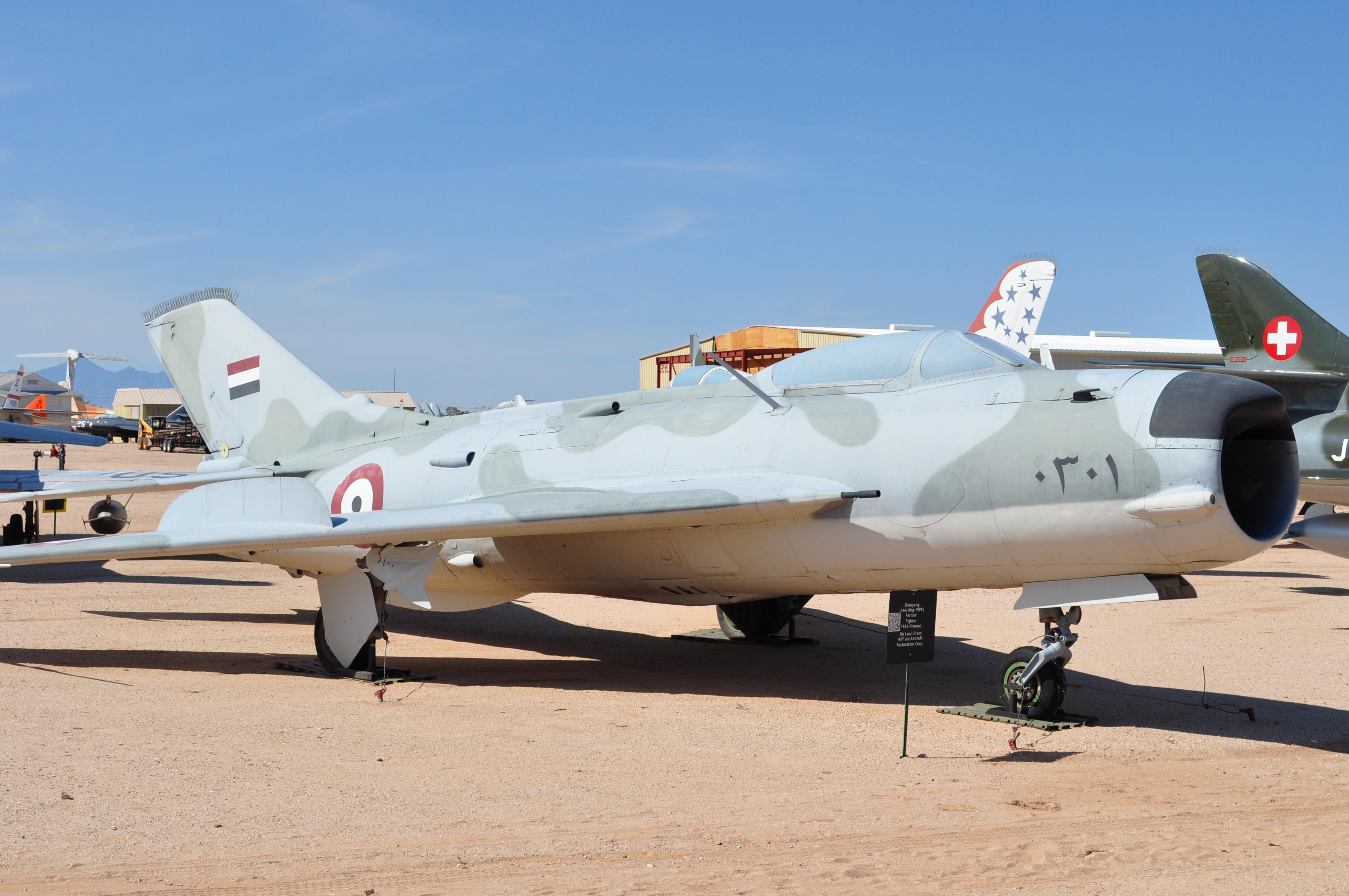
Shenyang F-6A, Egyptské vojenské letectvo

- Délka: 14,9 m (48,88 ft) verze s pitotovou trubicí
12,54 m (41,14 ft)verze bez pitotovy trubice
- Výška: 3,885 m (12,75 ft)
- Nosná plocha: 25,16 m²
- Prázdná hmotnost: 5 700 kg
- Max. vzletová hmotnost : 10 000 kg
- Pohonná jednotka: 2 × proudový motor Wopen WP-6A o tahu 36,78 kN

Výkony
- Maximální rychlost: 1 540 km/h (Mach 1,3)
- Cestovní rychlost: 950 km/h
- Dolet: 1 380 km
- Dostup: 15 800 m
17 900 m s přídavným spalováním
- Stoupavost: 180 m/s

Výzbroj
- 3 × 30 mm letecký kanón NR-30  (70 nábojů pro každou zbraň v křídle, 55 nábojů pro kanón v trupu)
- Až 250 kg neřízených bomb nebo raketových modulů, případně rakety PL-2/PL-5 (čínské verze sovětských střel vzduch-vzduch K-13 (NATO AA-2 ‚Atoll‘) na 4 závěsnících pod křídlem

## Uživatelé

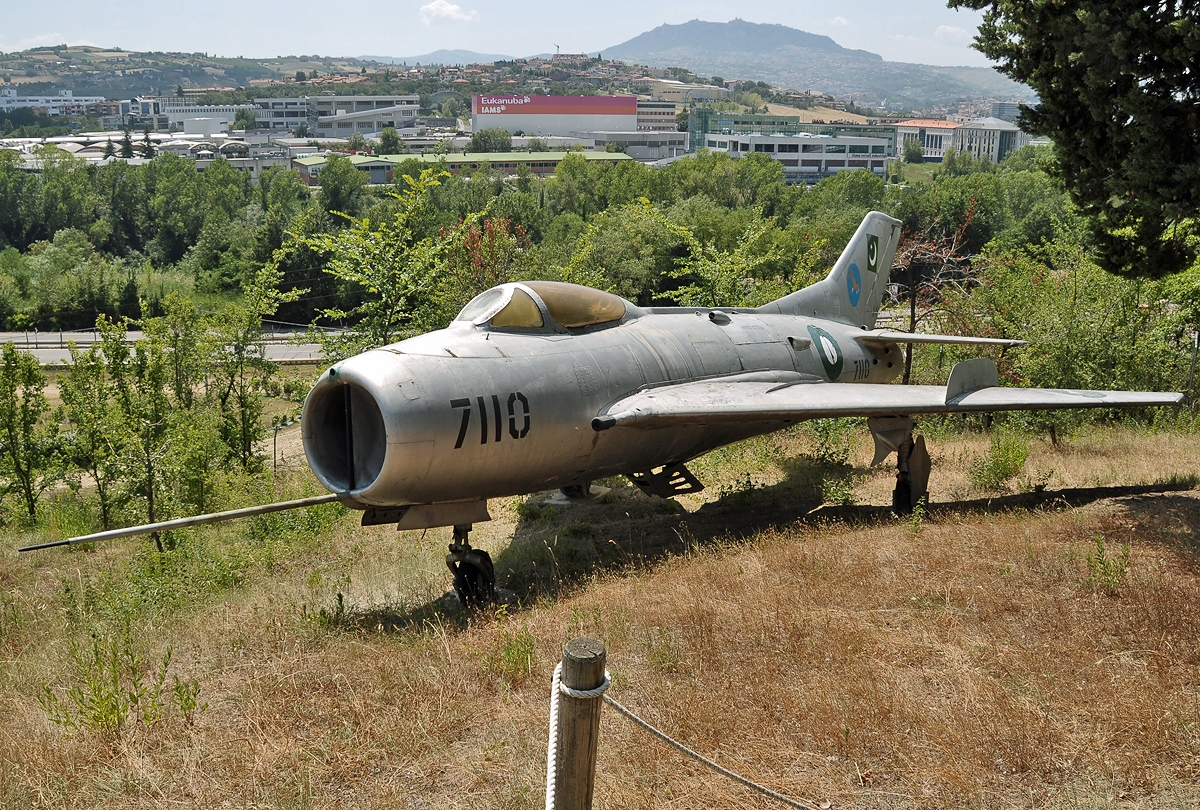
Shenyang F-6, Pákistánské letectvo

- – Albánské vzdušné síly – Mezi lety 1965 až 1971 bylo dodáno více než 70 ks letounů F-6. V roce 2002 byly zachované letouny nabídnuty v aukci.[16]
- – Bangladéšské letectvo získalo část renovovaných letounů od Pákistánu. Všechny již byly vyřazeny.[17]
- – Letectvo Čínské lidové osvobozenecké armády (PLAAF) a Námořní letectvo Čínské lidové osvobozenecké armády (PLANAF) roku 2010 byl letoun J-6 oficiálně vyřazen z výzbroje. Od roku 2013 je známo, že probíhá jejich konverze na bezpilotní letouny. V roce 2019 bylo ve výzbroji 14 letounů JJ-6.[18]
- – Egyptské vojenské letectvo 40× F-6C, 50 FT-6 část byla modernizována pro nesení raket vzduch-vzduch AIM-9 Sidewinder s IR naváděním.[19]
- – Íránské vojenské letectvo 18 letounů v roce 2009 [2][20]
- – Irácké letectvo[2]
- – Kambodžské královské letectvo[2]
- – Myanmarské letectvo mělo v roce 2019 ve výzbroji 1 letoun F-6[18]
- – Pákistánské letectvo bylo největším zahraničním uživatelem letounu F-6.[21] Jednomístné letouny byly vyřazeny v roce 2002. Část dvoumístných FT-6zůstala i poté ve službě.[22] Roku 2019 mělo pákistánské letectvo k dispozici 9 letounů FT-6. [18]
- – Letectvo Korejské lidové armády[2] mělo v roce 2019 ve výzbroji 97 letounů F-6. [18]
- – Somálské letectvo[2]
- – Súdánské letectvo 8 letounů v roce 2019[20][18]
- – Tanzanské letectvo roku 2019 mělo ve výzbroji 3 letouny F-6[18]
- – Letectvo Vietnamské lidové osvobozenecké armády[2]
- – Letectvo Zambie[2] mělo v roce 2019 ve výzbroji 8 letounů F-6[18]
- – Zimbabwské letectvo[2] přišlo roku 2001 o 3 z 5 letounů, které letěly do Konga na pohřeb prezidenta Laurenta Kabily.[23]